# Lee Jae-yong
Lee Jae-yong (ur. 1972 w Seulu) – południowokoreański wspinacz sportowy. Specjalizował się w boulderingu oraz w prowadzeniu. Mistrz Azji we wspinaczce sportowej w konkurencji bouldering w 2001.

## Kariera sportowa
Na mistrzostwach Azji w 2001 w chińskim Tajpej Yonghe we wspinaczce sportowej zdobył złoty medal we wspinaczce sportowej w konkurencji bouldering, w finale wygrał z Japończykami; Yuichi Miyabo oraz z Tomoki Usamim.

## Osiągnięcia

### Mistrzostwa świata
| Konkurencje | 2003 | 2005 |
| Bouldering  | 40   | 43   |
| Prowadzenie | 52   | —    |

### Mistrzostwa Azji
| Konkurencje | 2001 | 2004 |
| Bouldering  | 1    | —    |
| Prowadzenie | —    | 41   |